# Cá sấu ăn thịt người (phim)
Cá sấu ăn thịt người (tên gốc tiếng Anh: Rogue) là một bộ phim điện ảnh kinh dị độc lập của Úc năm 2007 do Greg McLean đạo diễn, biên kịch kiêm sản xuất. David Lightfoot và Matt Hearn cũng tham gia vào quá trình sản xuất bộ phim cùng với McLean. Cá sấu ăn thịt người có sự tham gia diễn xuất của Michael Vartan, Radha Mitchell, Sam Worthington, John Jarratt và Mia Wasikowska, với nội dung xoay quanh một nhóm hành khách du lịch Úc bị sa vào chiếc bẫy của một con cá sấu khổng lồ ăn thịt người. Phim được lấy cảm hứng từ một câu chuyện có thật về Sweetheart, một con cá sấu nước mặn khổng lồ thường hay tấn công các tàu bè vào cuối những năm 1970. Bộ phim nhận được khá nhiều lời khen từ giới phê bình, tuy vậy lại không đạt nhiều thành công về mặt thương mại. Cá sấu ăn thịt người được khởi chiếu tại Úc vào ngày 8 tháng 11 năm 2007, và tại Việt Nam vào ngày 18 tháng 7 năm 2008.

## Nội dung
Ở nước Úc, anh chàng người Mỹ Pete McKell cùng với một nhóm du khách đi tham quan dòng sông cá sấu ở Vườn quốc gia Kakadu. Người lái tàu là cô gái tên Kate Ryan. Trong lúc tham quan, họ bị hai anh chàng địa phương là Neil và Collin chọc ghẹo.
Everett thấy một tia pháo sáng ở khoảng cách rất xa, và Kate nói với mọi người rằng họ phải kiểm tra xem có ai đó cần cứu hộ. Họ đến khúc sông đó, nhưng một thứ gì đó đâm mạnh vào chiếc tàu, nước bắt đầu tràn vào trong. Kate đành phải lái nhanh về phía hòn đảo nhỏ ở giữa sông. Mọi người hoang mang không biết nên làm gì thì Everett bị một con quái vật bí ẩn kéo xuống nước.
Kate phát hiện ra họ đang ở trong lãnh thổ của một con cá sấu to lớn và nó sẽ thường xuyên tấn công họ. Nhóm du khách nhận ra rằng khi đêm xuống, thủy triều sẽ dâng lên và hòn đảo sẽ bị nhấn chìm. Neil và Collin cũng lái tàu đến gần hòn đảo, rồi bị con cá sấu tấn công. Neil bơi vào đảo an toàn, còn Collin biến mất.
Đêm đó, Neil bơi qua bờ bên kia để giăng cọng dây lên hai gốc cây, giúp cho mọi người vượt sông. Mary Ellen là người leo qua đầu tiên, nhưng cô sợ hãi dừng lại nửa chừng. Allen mất kiên nhẫn và nổi giận, ông cùng đứa con gái Sherry đều leo lên dây, thúc giục Mary leo tiếp. Neil đang giữ cọng dây thì bị con cá sấu giết chết. Gốc cây bị ngã làm cả ba người trên dây rơi xuống nước. Cả ba bơi vào bờ, nhưng Allen bị con cá sấu giết chết.
Pete có kế hoạch dùng mồi nhử để đánh lạc hướng con cá sấu ở một bên bờ, trong khi mọi người sẽ bơi qua sông từ bên bờ khác. Simon hoài nghi về kế hoạch, nhưng Russell đồng ý làm thử. Mọi người đề nghị dùng chú chó Kevin của Kate làm mồi, nhưng sau đó họ quyết định dùng hai con chim chết của Neil và Collin. Trong lúc con cá sấu giật mạnh cái mỏ neo, mọi người nhanh chóng bơi qua sông. Con quái vật bất ngờ bỏ cái mỏ neo ra, nó bắt được Kate và kéo cô xuống nước. Pete và chú chó Kevin bơi qua sông và gặp lại những người khác.
Lúc trời sáng, chú chó Kevin bỏ chạy làm Pete phải đuổi theo. Pete chạy theo chú chó vào trong một cái hang, rồi vào một cái hang khác lớn hơn, nhìn thấy xác chết của Neil. Pete nhận ra cái hang này là nơi ở của con cá sấu, anh tìm thấy Kate còn sống nhưng bị thương nặng và bị hôn mê. Pete tính mang Kate ra khỏi hang, ngờ đâu con cá sấu quay về, ăn thịt Kevin rồi nằm ngủ. Pete vô tình đánh thức con cá sấu, nó nhiều lần muốn giết Pete và Kate nhưng không thành công.
Sau một hồi vật lộn, Pete chĩa khúc cây nhọn về hướng con quái vật. Con cá sấu lao vào Pete và bị khúc cây đâm xuyên qua đầu, nó chết ngay tại chỗ. Pete và Kate thoát ra khỏi hang, hai người cùng với các du khách khác chờ đội cứu hộ đến. Sau này Pete được báo chí khen ngợi là "Du khách đánh bại cá sấu ăn thịt người".

## Diễn viên
- Michael Vartan vai Pete McKell
- Radha Mitchell vai Kate Ryan
- Sam Worthington vai Neil Kelly
- Stephen Curry vai Simon
- Celia Ireland vai Gwen
- John Jarratt vai Russell
- Heather Mitchell vai Elizabeth
- Geoff Morrell vai Allen
- Mia Wasikowska vai Sherry
- Caroline Brazier vai Mary Ellen
- Robert Taylor vai Everett Kennedy
- Barry Otto vai Merv
- Damien Richardson vai Collin

## Sản xuất
Bộ phim Cá sấu ăn thịt người được quay chủ yếu ở vườn quốc gia Kakadu, công viên quốc gia Nitmiluk và Gilderoy ở nước Úc.

## Tiếp nhận

### Doanh thu phòng vé
Cá sấu ăn thịt người ra mắt phòng vé Úc vào ngày 11 tháng 11 năm 2007. Phim được công chiếu tại Mỹ vào ngày 25 tháng 4 năm 2008 và thu về 7.711 USD trong dịp cuối tuần ra mắt. Phim tiếp tục trụ lại rạp trong ba ngày nữa trước khi bị hủy toàn bộ suất chiếu và thu về tổng cộng 10.452 USD. Tại Việt Nam, phim được công chiếu vào ngày 18 tháng 7 năm 2008. Phim đạt tổng doanh thu toàn cầu là 4,6 triệu USD.

### Giải thưởng
| Giải thưởng            | Hạng mục                                                       | Đề cử                                                          | Kết quả   |
| ---------------------- | -------------------------------------------------------------- | -------------------------------------------------------------- | --------- |
| Giải AACTA             | Hiệu ứng hình ảnh xuất sắc nhất                                | Andrew Hellen                                                  | Đoạt giải |
| Giải AACTA             | Hiệu ứng hình ảnh xuất sắc nhất                                | Dave Morley                                                    | Đoạt giải |
| Giải AACTA             | Hiệu ứng hình ảnh xuất sắc nhất                                | Jason Bath                                                     | Đoạt giải |
| Giải AACTA             | Hiệu ứng hình ảnh xuất sắc nhất                                | John Cox                                                       | Đoạt giải |
| Giải ASE               | Dựng phim xuất sắc nhất cho phim điện ảnh                      | Jason Ballantine                                               | Đề cử     |
| Giải AWGIE             | Phim điện ảnh gốc xuất sắc nhất                                | Greg McLean                                                    | Đề cử     |
| Giải Fangoria Chainsaw | Phim điện ảnh phát hành giới hạn/Direct-to-Video xuất sắc nhất | Phim điện ảnh phát hành giới hạn/Direct-to-Video xuất sắc nhất | Thứ 3     |
| Liên hoan phim Sitges  | Phim điện ảnh xuất sắc nhất                                    | Greg McLean                                                    | Đề cử     |